# Etienne Amenyido
Etienne Amenyido (Herford, 1º marzo 1998) è un calciatore tedesco naturalizzato togolese, attaccante del Preußen Münster e della nazionale togolese.

## Caratteristiche tecniche
È un centravanti.

## Carriera

### Club
Cresciuto nel settore giovanile del Borussia Dortmund, gioca il suo primo incontro ufficiale il 30 luglio 2017 con la squadra riserve del club giallonero, pareggiando 2-2 contro il Rot-Weiss Essen in Regionalliga. Poche settimane dopo viene ceduto in prestito al VVV-Venlo con cui debutta fra i professionisti il 27 agosto in occasione del match di Eredivisie perso 2-0 contro l'Ajax; il 21 settembre realizza la sua prima rete nel match di KNVB beker vinto 3-0 contro il Blauw Geel '38. Rimasto ai margini del progetto del club olandese, a gennaio fa ritorno in Germania dove però non viene utilizzato fino al termine della stagione.
Nel giugno 2018 viene ceduto a titolo definitivo all'Osnabrück in 3. Liga.

### Nazionale
Nato in Germania da madre togolese e padre tedesco, viene convocato dalle selezioni giovanili tedesche con cui disputa il campionato europeo under-19 del 2017. Successivamente sceglie di optare per la Nazione africana, con cui debutta il 12 ottobre 2020 in occasione dell'amichevole pareggiata 1-1 contro il Sudan.

## Statistiche
Statistiche aggiornate al 29 gennaio 2021.

### Presenze e reti nei club
| Stagione        | Squadra              | Campionato      | Campionato | Campionato | Coppe nazionali | Coppe nazionali | Coppe nazionali | Coppe continentali | Coppe continentali | Coppe continentali | Altre coppe | Altre coppe | Altre coppe | Totale | Totale | Totale |
| Stagione        | Squadra              | Comp            | Pres       | Reti       | Comp            | Pres            | Reti            | Comp               | Pres               | Reti               | Comp        | Pres        | Reti        | Pres   | Reti   |        |
| --------------- | -------------------- | --------------- | ---------- | ---------- | --------------- | --------------- | --------------- | ------------------ | ------------------ | ------------------ | ----------- | ----------- | ----------- | ------ | ------ | ------ |
| ago. 2017       | Borussia Dortmund II | RL              | 1          | 0          |                 | -               | -               |                    | -                  | -                  |             | -           | -           | 1      | 0      |        |
| 2017-gen. 2018  | VVV-Venlo            | ED              | 2          | 0          | CO              | 2               | 1               |                    | -                  | -                  |             | -           | -           | 4      | 1      |        |
| gen.-giu. 2018  | Borussia Dortmund II | RL              | 0          | 0          |                 | -               | -               |                    | -                  | -                  |             | -           | -           | 0      | 0      |        |
| 2018-2019       | Osnabrück            | 3L              | 22         | 2          | CG              | 0               | 0               |                    | -                  | -                  |             | -           | -           | 22     | 2      |        |
| 2019-2020       | Osnabrück            | 2L              | 20         | 3          | CG              | 1               | 1               |                    | -                  | -                  |             | -           | -           | 21     | 4      |        |
| 2020-2021       | Osnabrück            | 2L              | 17         | 2          | CG              | 2               | 0               |                    | -                  | -                  |             | -           | -           | 19     | 2      |        |
| Totale carriera | Totale carriera      | Totale carriera | 62         | 7          |                 | 5               | 2               |                    | -                  | -                  |             | -           | -           | 67     | 9      |        |

### Cronologia presenze e reti in nazionale
| Cronologia completa delle presenze e delle reti in nazionale ― Togo | Cronologia completa delle presenze e delle reti in nazionale ― Togo | Cronologia completa delle presenze e delle reti in nazionale ― Togo | Cronologia completa delle presenze e delle reti in nazionale ― Togo | Cronologia completa delle presenze e delle reti in nazionale ― Togo | Cronologia completa delle presenze e delle reti in nazionale ― Togo | Cronologia completa delle presenze e delle reti in nazionale ― Togo | Cronologia completa delle presenze e delle reti in nazionale ― Togo |
| Data                                                                | Città                                                               | In casa                                                             | Risultato                                                           | Ospiti                                                              | Competizione                                                        | Reti                                                                | Note                                                                |
| ------------------------------------------------------------------- | ------------------------------------------------------------------- | ------------------------------------------------------------------- | ------------------------------------------------------------------- | ------------------------------------------------------------------- | ------------------------------------------------------------------- | ------------------------------------------------------------------- | ------------------------------------------------------------------- |
| 12-10-2020                                                          | Tunisi                                                              | Togo                                                                | 1 – 1                                                               | Sudan                                                               | Amichevole                                                          | -                                                                   | 46’                                                                 |
| 6-9-2024                                                            | Lomé                                                                | Togo                                                                | 1 – 1                                                               | Liberia                                                             | Qual. Coppa d'Africa 2025                                           | -                                                                   | 66’                                                                 |
| 9-9-2024                                                            | Malabo                                                              | Guinea Equatoriale                                                  | 2 – 2                                                               | Togo                                                                | Qual. Coppa d'Africa 2025                                           | -                                                                   | 24’ 61’                                                             |
| 22-3-2025                                                           | Lomé                                                                | Togo                                                                | 2 – 2                                                               | Mauritania                                                          | Qual. Mondiali 2026                                                 | -                                                                   | 61’                                                                 |
| Totale                                                              |                                                                     | Presenze                                                            | 4                                                                   |                                                                     | Reti                                                                | 0                                                                   |                                                                     |

## Palmarès

### Club

#### Competizioni nazionali
- 3. Liga: 1

Osnabrück: 2018-2019
- Campionato tedesco di seconda divisione: 1

St. Pauli: 2023-2024